# Octavio Antonio Beras Rojas
Octavio Antonio Beras Rojas (ur. 16 listopada 1906 w Seybo, zm. 30 listopada 1990 w Santo Domigo) – dominikański duchowny katolicki, kardynał, arcybiskup Santo Domingo.

## Życiorys
Święcenia kapłańskie przyjął 13 sierpnia 1933 w katedrze Santo Domingo. 2 maja 1945 roku Pius XII mianował go arcybiskupem tytularnym Eucaita i koadiutorem arcybiskupa Santo Domingo z prawem następstwa. 12 sierpnia 1945 roku w katedrze Santo Domingo otrzymał sakrę biskupią z rąk Manuela Arteaga y Betancourta arcybiskupa San Cristóbal de La Habany. 10 grudnia 1961 roku został arcybiskupem Santo Domingo, a 8 grudnia 1962 roku także ordynariuszem polowym. 24 maja 1976 roku na konsystorzu Paweł VI wyniósł go do godności kardynalskiej i przydzielił mu rzymski kościół tytularny San Sisto. Uczestniczył w obydwu konklawe w roku 1978. 15 listopada 1981 roku zrezygnował z zarządzania archidiecezją Santo Domingo, a 15 listopada 1982 roku także z urzędu ordynariusza polowego. Był pierwszym kardynałem tego kraju. Zmarł w Santo Domingo i tam go pochowano w miejscowej katedrze.